# Happy Endings (Mike Shinoda)
Happy Endings è un singolo del rapper statunitense Mike Shinoda, pubblicato il 19 febbraio 2021.

## Descrizione
Il brano è costruito su un loop di chitarra e drum machine ed è caratterizzato dalle partecipazioni vocali dei cantanti statunitensi Iann Dior e Upsahl, con i quali Shinoda alterna parti rappate a quelle cantate.

## Video musicale
Il video, diretto da PIX3LFACE, è stato pubblicato l'11 marzo 2021 attraverso il canale YouTube di Shinoda e mostra i tre artisti cantare il brano e ai quali sono stati applicati varie illustrazioni grafiche curate da Shinoda stesso. L'uscita del video è stata inoltre accompagnata da una raccolta fondi indetta dal rapper per MusiCares Covid-19 Relief Fund, organizzazione nata al fine di dare assistenza ai musicisti in difficoltà a causa della pandemia di COVID-19.

## Tracce
Testi e musiche di Mike Shinoda, Pete Nappi, Taylor Upsahl e Samantha Ronson.
Download digitale – 1ª versione
1. Happy Endings (feat. Iann Dior and Upsahl) – 3:32

Download digitale – 2ª versione
1. Happy Endings (feat. Iann Dior and Upsahl) (Slowed + Reverb) – 3:57
2. Happy Endings (feat. Iann Dior and Upsahl) (Nightcore Edit) – 3:12
3. Happy Endings (feat. Iann Dior and Upsahl) – 3:32

## Formazione
- Mike Shinoda – voce, chitarra aggiuntiva, produzione
- Iann Dior – voce
- Upsahl – voce
- Pete Nappi – chitarra acustica ed elettrica, programmazione, sintetizzatore, produzione
- Manny Marroquin – missaggio
- Brian Gardner – mastering

## Classifiche
| Classifica (2021)                | Posizione massima |
| -------------------------------- | ----------------- |
| Romania                          | 96                |
| Stati Uniti (alternative)        | 10                |
| Stati Uniti (rock & alternative) | 50                |

## Date di pubblicazione
| Paese                 | Data di pubblicazione | Formato           |
| --------------------- | --------------------- | ----------------- |
| Mondo                 | 19 febbraio 2021      | Download digitale |
| Stati Uniti d'America | 1º marzo 2021         | Airplay           |
| Mondo                 | 2 aprile 2021         | Download digitale |